# Plácer
Plácer (do inglês placer) é um depósito natural por concentração, normalmente nas curvas de rios, de minerais com importância econômica como ouro, diamantes, estanho, etc. É um depósito de minério superficial, concentrado mecanicamente dentro de cascalhos, originado de correntes fluviais, marinhas ou eólicas.